# Thomas Wiklund
Bo Thomas Wiklund (senare Wicklund), född 12 mars 1956 i Huddinge församling i Stockholms län, är en svensk trumslagare och låtskrivare. Han har varit medlem i band som Neon Rose, Truck och Magnum Bonum.
Han medverkade som trummis i låten Jag hatar politik på den självbetitlade skivan Uppåt Väggarna (1971), vilken återutgavs på en samlingsskiva över svensk proggmusik 2007. Han medverkade som trummis på flera skivinspelningar med Neon Rose, Truck och Magnum Bonum under 1970- och 1980-talen. Han finns även bland upphovsmännen till några av låtarna de spelade in.
Tillsammans med Efva Attling skrev han låten Slut som publicerades på X Models singel Två av oss (1981) med åtföljande albumet Hemligheter samma år. Wiklund har också haft ett band som har kompat Magnus Lindberg.
Åren 1977 till 1980 var han gift med artisten Efva Attling. Han fick sedan tre barn tillsammans med dåvarande sambon Eva Ljunghorn. Åren 1999 till 2003 var han gift med Marie-Thérèse Lindqvist, dotter till Frej Lindqvist.

## Diskografi
Studioalbum
- 1975 – Neon Rose – Reload (Vertigo 6316252)
- 1982 – Magnum Bonum – Fredlös (Europa Film Records ELP 5005)[8]

Singlar
- 1971 – Uppåt Väggarna – Jag hatar politik / Jag färdas (Efel SEF 45)
- 1975 – Neon Rose – A Man's Not A Man / Dead Eyes (Philips 6015 156)
- 1980 – Truck – Lägg inte på din lur / Jag vill ha (Fontana 6016 028)
- 1981 – Truck – Impala / Taktfast takt (Fontana 6016 037)
- 1982 – Magnum Bonum – S.O.S. / En kväll på alibi (Europa Film Records ES 1005)
- 1982 – Magnum Bonum – Action / När pulsen stiger (Europa Film Records ES 1011)